# Ibrahima Thioub
Ibrahima Thioub (* 18. Juni 1955 in Malicounda bei M'Bour) ist ein senegalesischer Historiker und Professor für moderne und zeitgenössische Geschichte und Geschäftsführender Direktor des Historischen Seminars an der Université Cheikh Anta Diop (UCAD) in Dakar.
Thioubs Forschungsgebiete sind die Geschichte der Marginalisierung und der Exklusion in senegalesischen Städten, die Geschichte der Sklaverei und des Menschenhandels in Afrika und Gefängnisse, Alkoholismus und Jugendkriminalität in der Geschichte Westafrikas. Zurzeit forscht er vor allem über Sklaverei und Menschenhandel und die damit verbundene Erinnerungskultur in Senegal und Gambia sowie über die Politik der Wissenskontrolle in den ehemaligen westafrikanischen französischen Kolonien. Seine Muttersprache ist Wolof, seine Arbeitssprache Französisch. Im akademischen Jahr 2008/2009 war Thioub Fellow am Wissenschaftskolleg zu Berlin.

## Forschungsschwerpunkt
Als Ibrahima Thioub im Oktober 2006 an einer Konferenz zum Thema „Slavery in Contemporary Art. An Interdisciplinary Conference on Trauma, Memory and Visuality“ des „Centrum für Postcolonial und Gender Studies“ der Universität Trier teilnahm, sprach er über das Geschichtsbild Westafrikas im Hinblick auf die Beteiligung westafrikanischer Eliten am transatlantischen Sklavenhandel und ostafrikanischer Sklavenhandel. Thioub konstatierte, dass in Westafrika bis heute eine Debatte über die eigene Beteiligung am Sklavenhandel unterdrückt wird.
Er zeigte auf, wie die postkoloniale Nationalhistoriographie in Afrika konfliktreiche Themen vermied, wie die Beleuchtung der Rolle von Sklavenfängern im Inneren Afrikas – die Geschichte der Sklaverei begann in dieser Interpretation erst an der Küste, mit der Verschiffung der Sklaven: „Ich sage immer: Woher sind denn die Sklaven gekommen? Sind sie vom Himmel auf die Küsten gefallen?“
Nach seiner Ansicht verschleiern die Gedenkstätten an den Küsten Westafrikas – wie Gorée in Senegal, Elmina und Cape Coast in Ghana oder Ouidah in Benin – die Rolle vorkolonialer Staaten wie Futa Jallon, Asante und Abomey als Drehscheiben des Sklavenhandels. Und sie ignorieren, was sich im Inneren des Kontinents abgespielt hat, im heutigen Burkina Faso, Tschad oder Niger, wo ein Großteil der Opfer herkam. Bei Anbruch der französischen und britischen Kolonisation war im Sahelgürtel von Mauretanien bis Sudan die Mehrheit der Bevölkerung Eigentum der wenigen reichen und anerkannten Familien und Clans.
Um die offiziellen Gedenkstätten für Sklaverei ist ein regelrechter „Historikerstreit“ unter afrikanischen Geschichtswissenschaftler in Gang.
In der nationalistisch geprägten afrikanischen Geschichtswissenschaft nach der Unabhängigkeit ging es hauptsächlich darum, eine glorreiche Vergangenheit zu konstruieren. Sie schrieb eine Geschichte der Eliten: Eine, die sich erst auf arabische Quellen, dann auf die nach der Unabhängigkeit rehabilitierte Tradition der Dynastien stützt. Und sie tendierte dazu, so Thioub, den sozialen Diskurs einheimischer Eliten für bare Münze zu nehmen, wenn sie soziale Hierarchien und Unterdrückung innerhalb afrikanischer Gesellschaften verharmlosen oder herunter spielen.